# Angelo Cassano
Angelo Cassano (fl. XX secolo) è stato un calciatore italiano, di ruolo attaccante.

## Carriera
Dopo una stagione in Seconda Divisione con la Salernitana, nel 1928 passa al Novara con cui debutta nel campionato di Divisione Nazionale 1928-1929, disputando in massima serie 7 partite. Con il Novara disputa altri tre campionati di Serie B per un totale di 56 presenze e 8 reti, prima di lasciare il club piemontese nel 1933.